# Xylopteryx
Xylopteryx is een geslacht van vlinders van de familie spanners (Geometridae), uit de onderfamilie Ennominae.

## Soorten
- X. amieti Herbulot, 1973
- X. anodina Herbulot, 1984
- X. arcuata (Walker, 1862)
- X. aucilla Prout, 1926
- X. bifida Herbulot, 1984
- X. clathrata Herbulot, 1984
- X. cowani Viette, 1972
- X. dargei Herbulot, 1984
- X. doto Prout, 1925
- X. elongata Herbulot, 1984
- X. emunctaria (Guenée, 1858)
- X. gibbosa Herbulot, 1973
- X. guichardi Wiltshire, 1982
- X. inquilina Agassiz, 2009
- X. lemairei Herbulot, 1984
- X. leroyae Fletcher D. S., 1963
- X. nacaria (Swinhoe, 1904)
- X. nebulata Fletcher D. S., 1963
- X. oneili Prout, 1922
- X. phaeochyta Fletcher D. S., 1958
- X. prasinaria Hampson, 1909
- X. protearia Guenée, 1858
- X. prouti Carcasson, 1965
- X. raphaelaria (Oberthür, 1880)
- X. sima Prout, 1926
- X. triphaenata Herbulot, 1984
- X. turlini Herbulot, 1984
- X. versicolor Warren, 1902